# Dominik Marczuk
Dominik Marczuk (Międzyrzec Podlaski, 2003. november 1. –) lengyel válogatott labdarúgó, az amerikai Real Salt Lake csatára.

## Pályafutása

### Klubcsapatokban
Marczuk a lengyelországi Międzyrzec Podlaski városában született. Az ifjúsági pályafutását a Huragan Międzyrzec Podlaski és a Górnik Łęczna csapatában kezdte, majd a TOP 54 Biała Podlaskánál folytatta.
2019-ben mutatkozott be a Podlasie Biała Podlaska felnőtt keretében. 2020-ban a harmadosztályú Stal Rzeszówhoz szerződött. A 2021–22-es szezonban feljutottak a másodosztályba. 2023 nyarán az első osztályban szereplő Jagiellonia Białystokhoz igazolt. Először a 2023. július 22-ei, Raków Częstochowa ellen 3–0-ra elvesztett mérkőzésen lépett pályára. Első gólját 2023. augusztus 27-én, a Górnik Zabrze ellen hazai pályán 4–1-es győzelemmel zárult találkozón szerezte meg. A klubbal megnyerte a bajnokságot. 2024. augusztus 14-én szerződést kötött az észak-amerikai első osztályban érdekelt Real Salt Lake együttesével.

### A válogatottban
Marczuk az U19-es, az U20-as és az U21-es korosztályú válogatottakban is képviselte Lengyelországot.
2024-ben debütált a felnőtt válogatottban. Először a 2024. november 15-ei, Portugália ellen 5–1-re elvesztett Nemzetek Ligája mérkőzés félidejében, Mateusz Bogusz cseréjeként lépett pályára, majd megszerezte első gólját is hazája színeiben.

## Statisztikák
2024. augusztus 13. szerint
| Klub                  | Szezon   | Osztály     | Bajnokság | Bajnokság | Kupa  | Kupa | Nemzetközi | Nemzetközi | Összesen | Összesen |
| Klub                  | Szezon   | Osztály     | Meccs     | Gól       | Meccs | Gól  | Meccs      | Gól        | Meccs    | Gól      |
| --------------------- | -------- | ----------- | --------- | --------- | ----- | ---- | ---------- | ---------- | -------- | -------- |
| Jagiellonia Białystok | 2023–24  | Ekstraklasa | 34        | 6         | 5     | 1    | —          | —          | 39       | 7        |
| Jagiellonia Białystok | 2024–25  | Ekstraklasa | 3         | 0         | 0     | 0    | 4          | 0          | 7        | 0        |
| Real Salt Lake        | 2024     | MLS         | 0         | 0         | 0     | 0    | —          | —          | 0        | 0        |
| Összesen              | Összesen | Összesen    | 37        | 6         | 5     | 1    | 4          | 0          | 46       | 7        |

### A válogatottban
| Válogatott    | Év       | Pályára lépés | Gól |
| ------------- | -------- | ------------- | --- |
| Lengyelország | 2024     | 1             | 1   |
| Összesen      | Összesen | 1             | 1   |

#### Góljai a válogatottban
| # | Időpont            | Helyszín                             | Ellenfél   | Gólok | Eredmény | Kiírás                     |
| - | ------------------ | ------------------------------------ | ---------- | ----- | -------- | -------------------------- |
| 1 | 2024. november 15. | Estádio do Dragão, Porto, Portugália | Portugália | 1–5   | 1–5      | 2024–25-ös Nemzetek Ligája |

## Sikerei, díjai
Stal Rzeszów
- Liga II (harmadosztály)
  - Feljutó (1): 2021–22

 Jagiellonia Białystok
- Ekstraklasa
  - Bajnok (1): 2023–24

Egyéni
- Ekstraklasa – A Szezon Fiatal Játékosa: 2023–24
- Ekstraklasa – A Hónap Játékosa: 2024 március
- Ekstraklasa – A Hónap Fiatal Játékosa: 2023 október, 2024 március